# Фралёво (Ленинградская область)
Фралёво — деревня в Ям-Тёсовском сельском поселении Лужского района Ленинградской области.

## История
ФРАЛЕВО — деревня при озере Фралевском. Жерятинского сельского общества, прихода села Климентовского.
 
Крестьянских дворов — 62. Строений — 255, в том числе жилых — 51. Школа, мелочная лавка. 

Число жителей по семейным спискам 1879 г.: 115 м. п., 135 ж. п.; по приходским сведениям 1879 г.: 114 м. п., 142 ж. п.

В конце XIX — начале XX века, деревня административно относилась к Тёсовской волости 5-го стана 3-го земского участка Новгородского уезда Новгородской губернии.

ФРАЛЕВО — деревня Жерядкинского сельского общества, дворов — 64, жилых домов — 64, число жителей: 110 м. п., 180 ж. п. 

Занятия жителей — земледелие, выпас телят. Хлебозапасный магазин, ветряная мельница. (1907 год)

В начале XX века близ деревни на берегу Фралёвского озера находились 6 сопок, в 1 версте от деревни — каменный крест.

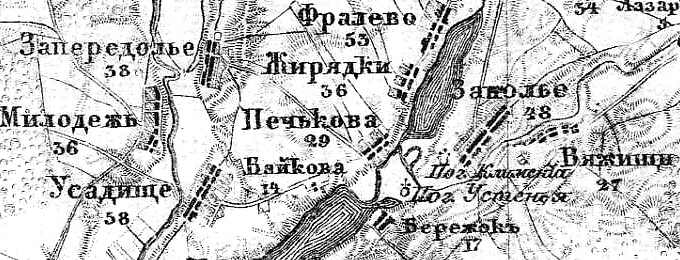
Деревня Фралёво на карте 1915 года

Согласно карте из «Исторического атласа Санкт-Петербургской Губернии» 1915 года деревня Фралево насчитывала 53 крестьянских двора.
С 1917 по 1927 год деревня Фралево входила в состав Тёсовской волости Новгородского уезда Новгородской губернии.
С 1927 года, в составе Печковского сельсовета Оредежского района.
В 1928 году население деревни Фралево составляло 276 человек.
По данным 1933 года деревня называлась Фралево и входила в состав Печковского сельсовета Оредежского района.
C 1 августа 1941 года по 31 января 1944 года деревня находилась в оккупации.
С 1959 года, в составе Лужского района.
В 1965 году население деревни Фралево составляло 69 человек.
По данным 1966 года деревня называлась Фролево и также входила в состав Печковского сельсовета Лужского района.
По данным 1973 и 1990 годов деревня Фролево входила в состав Приозёрного сельсовета.
По данным 1997 года в деревне Фралёво Приозёрной волости проживали 25 человек, в 2002 году — 34 человека (русские — 97 %).
В 2007 году в деревне Фралёво Ям-Тёсовского СП проживали 20 человек, в 2010 году — 23, в 2013 году — 22.

## География
Деревня расположена в восточной части района близ автодороги 41А-004 (Павлово — Мга — Луга).
Расстояние до административного центра поселения — 9 км.
Расстояние до ближайшей железнодорожной станции Чолово — 16 км. 
Деревня находится на западном берегу Фролевского озера, разлива реки Рыденка.

## Демография
| 1879 | 1909 | 1928 | 1965 | 1997 | 2007 | 2010 | 2013 |
| ---- | ---- | ---- | ---- | ---- | ---- | ---- | ---- |
| 250  | ↗290 | ↘276 | ↘69  | ↘25  | ↘20  | ↗23  | ↘22  |
| 2017 |      |      |      |      |      |      |      |
| ↘13  |      |      |      |      |      |      |      |

## Улицы
Центральная.